# 本赫 (加利福尼亞州)
本赫（英語：Ben Hur）是位於美國加利福尼亞州馬里波薩縣的一個非建制地區。該地的面積和人口皆未知。

## 地理
本赫的座標為37°21′06″N 119°57′28″W / 37.35167°N 119.95778°W，而該地的平均海拔高度為534米（即1752英尺）。